# Michael Schreiner (Schauspieler)
Michael Schreiner (* 20. Januar 1950 in München; † 8. September 2019) war ein deutscher Schauspieler.

## Leben und Karriere
Bereits als 16-Jähriger begann Schreiner mit der Ausbildung an der Schauspielschule München. Von 1989 bis 1994 spielte er im Ludwigshafener Tatort den Assistenten von Hauptkommissarin Lena Odenthal, Seidel. In der im Bayerischen Rundfunk ausgestrahlten Fernsehserie Dahoam is Dahoam verkörperte Schreiner, der zur Stammbesetzung gehörte, von 2007 bis 2015 den Knecht Xaver.
Bekannt wurde Schreiner auch als aufgebrachter Chef in einem Werbespot der Sozialkampagne Schreib dich nicht ab – Lern lesen und schreiben! des Bundesverbandes Alphabetisierung und Grundbildung.
Schreiner engagierte sich im Kuratorium der Deutschen Kinderkrebsnachsorge – Stiftung für das chronisch kranke Kind in Tannheim bei Villingen-Schwenningen. Die Stiftung setzt sich für chronisch kranke Kinder und ihre Familien ein.
Michael Schreiner starb am 8. September 2019 im Alter von 69 Jahren und wurde auf dem Münchner Nordfriedhof beigesetzt.

## Filmografie (Auswahl)
- 1969: Nur der Freiheit gehört unser Leben (Fernsehfilm)
- 1970: Der Bettenstudent oder: Was mach’ ich mit den Mädchen?
- 1970: Schulmädchen-Report: Was Eltern nicht für möglich halten
- 1971: Der neue Schulmädchen-Report. 2. Teil: Was Eltern den Schlaf raubt
- 1971: Der neue heiße Report: Was Männer nicht für möglich halten
- 1972: Schulmädchen-Report. 3. Teil: Was Eltern nicht mal ahnen
- 1987: Tatort: Gegenspieler
- 1988: Drei D
- 1989: Die schnelle Gerdi
- 1989: Tatort: Die Neue
- 1990: Tatort: Rendezvous
- 1990: Werner – Beinhart!
- 1991: Allein unter Frauen
- 1991: Tatort: Tod im Häcksler
- 1992: Tatort: Falsche Liebe
- 1993: Rußige Zeiten
- 1993: Im Teufelskreis
- 1993: Tatort: Die Zärtlichkeit des Monsters
- 1994: Tatort: Der schwarze Engel
- 1995: Alle lieben Willy Wuff
- 1995: Japaner sind die besseren Liebhaber
- 1995: Nur über meine Leiche
- 1996: Workaholic
- 1997: Die Apothekerin
- 1998: Tatort: Gefallene Engel
- 1999: Mit fünfzig küssen Männer anders
- 1999: Polizeiruf 110: Über den Dächern von Schwerin
- 2000: Für alle Fälle Stefanie – Doppeltes Spiel
- 2001: Forsthaus Falkenau (Fernsehserie, eine Episode)
- 2001: Clowns
- 2002: Der Bulle von Tölz: Mörder unter sich
- 2003: Baltic Storm
- 2005: Der Bulle von Tölz: Ein erstklassiges Begräbnis
- 2005: Die Rosenheim-Cops – Die letzte Weißwurst
- 2007: Die Rosenheim-Cops – Der Untergang von Rosenheim
- 2007–2015: Dahoam is Dahoam (Fernsehserie)
- 2008: Räuber Kneißl
- 2013: Tatort: Aus der Tiefe der Zeit

## Theater (Auswahl)
- 2004: Elling